# Kobra Charków
Kobra Charków (ukr. Футбольний клуб «Кобра» Харків, Futbolnyj Kłub "Kobra" Charkiw) – ukraiński klub piłkarski z siedzibą w Charkowie. Założony 1 grudnia 2002, rozwiązany w sierpniu 2018.
Występował w rozgrywkach ukraińskiej Perszej Lihi.

## Historia

### Chronologia nazw
- 1.12.2002: Helios Charków (ukr. ФК «Геліос» Харків)
- 6.07.2018: Kobra Charków (ukr. ФК «Кобра» Харків)

Klub Helios Charków został założony 1 grudnia 2002 roku za inicjatywą przedsiębiorcy Ołeksandra Helszteina.
W pierwszych zawodach "Turniej absolwentów ChAI" w 2003 roku zajął trzecie miejsce.
Od 20 kwietnia do 2 lipca 2003 roku klub występował w trzeciej grupie Mistrzostw Ukrainy spośród klubów amatorskich i zajął 1. miejsce co umożliwiło zgłosić się do występów na poziomie profesjonalnym. W lipcu 2003 klub otrzymuje status profesjonalny i od sezonu 2003/04 występuje w Drugiej Lidze. Po 2 sezonach klub awansował poziom wyżej i od sezonu 2005/06 występował w Pierwszej Lidze.
W końcu maja 2018 klub ogłosił o swoim rozwiązaniu. Jednak 6 lipca 2018 ogłoszono o rotacji z amatorskim klubem Kobra. Kobra Charków zajęła miejsce w Pierwszej lidze, a Helios będzie występował w rozgrywkach amatorskich. Jednak w sierpniu 2018 roku klub został rozwiązany.

## Sukcesy
- 4. miejsce w Pierwszej Lidze: 2016/17

## Trenerzy
- 12.2002–07.2003:  Wałerij Wasyljew
- 08.2003:  Rinat Morozow
- 08.2003–04.2004:  Wałentyn Kriaczko
- 04.2004–06.2004:  Rinat Morozow
- 07.2004–06.2005:  Ihor Nadiejin
- 07.2005–27.09.2005:  Wołodymyr Szechowcow (p.o.)
- 27.09.2005–29.11.2005:  Rostysław Łysenko (p.o.)
- 29.11.2005–06.2006:  Rostysław Łysenko
- 06.2006:  Kostiantyn Pachomow (p.o.)
- 01.07.2006–06.2007:  Ołeksandr Sewidow
- 07.2007–27.09.2007:  Ihor Nadiejin
- 27.09.2007–12.2007:  Wołodymyr Szechowcow (p.o.)
- 12.2007–14.04.2009:  Jurij Pohrebniak
- 14.04.2009–26.04.2009:  Wołodymyr Szechowcow (p.o.)
- 26.04.2009–13.09.2010:  Serhij Kandaurow
- 13.09.2010–28.09.2010:  Wołodymyr Szechowcow (p.o.)
- 28.09.2010–16.04.2011:  Roman Pokora
- 16.04.2011–10.11.2012:  Wołodymyr Szechowcow
- 09.01.2013–27.04.2013:  Anatolij Czancew
- 29.04.2013–14.06.2013:  Serhij Jesin (p.o.)
- 14.06.2013–30.03.2015:  Serhij Jesin
- 01.04.2015–04.12.2017:  Serhij Syzychin
- 27.12.2017–13.04.2018:  Ihor Rachajew
- 01.07.2018–08.2018:  Jurij Rudynski